# Welt (chaîne de télévision)

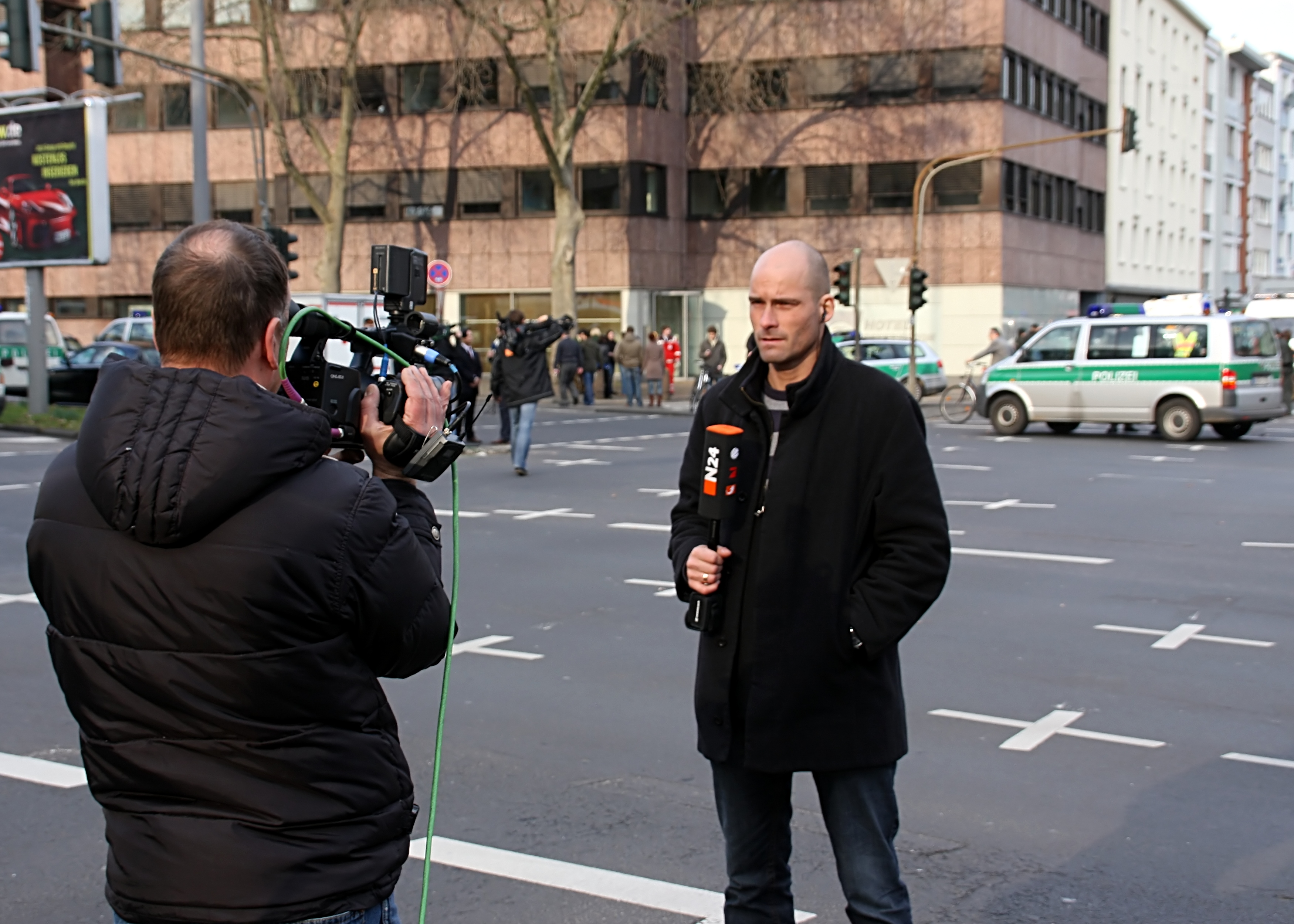
Un journaliste de Welt

Pour les articles homonymes, voir Welt.
Welt est une chaîne de télévision privée allemande d'information et de documentaires. Elle appartient au groupe Axel Springer SE et a pour principale concurrente n-tv.

## Histoire
Créée en 1999, la chaîne a d'abord diffusé un programme d'information en continu avec une place de choix accordée à l'information économique et financière.
Face à une audience décevante, N24 a entamé un virage dans sa programmation à partir de décembre 2002. Elle a misé de plus en plus sur les documentaires et les magazines d'info-divertissement, ce qui lui a permis d'augmenter son audience.
En 2008, sa grille est composée d'information en continu et en direct de 7 h à 13 h. Ensuite la chaîne diffuse:
- Un bulletin d'information toutes les heures, dont la durée varie de 2 à 15 minutes.
- Un journal économique et financier à l'issue des éditions de 13 h, 15 h, 16 h et 18 h.
- Des documentaires et magazines d'info-divertissement. Les thèmes abordés dans ces émissions sont majoritairement d'ordre scientifique et technique. La chaîne s'est ainsi rendue célèbre pour ses nombreux documentaires militaires américains.

En décembre 2013, Axel Springer SE achète la chaîne d'information N24.
À partir du 18 janvier 2018, la chaîne s‘appelle Welt.

## Identité visuelle

### Logos

Logo de N24 de 2000 à 2003
Logo de N24 de 2003 au 11 septembre 2016
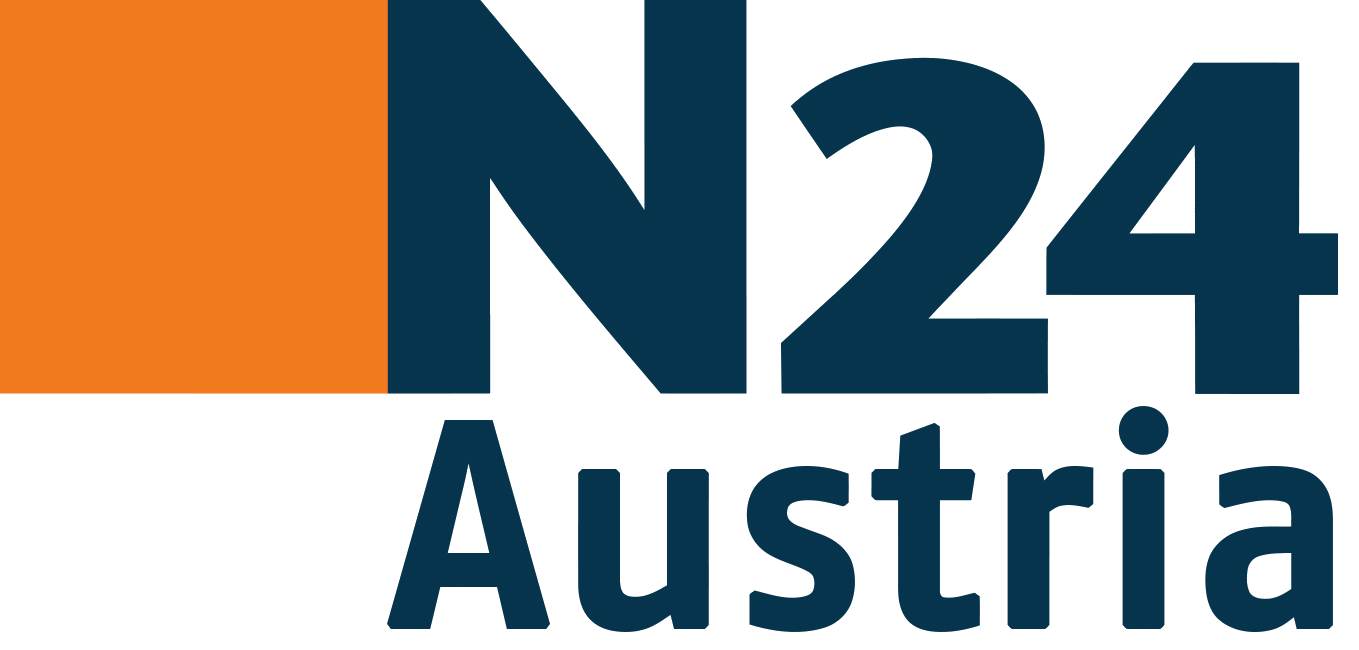
Logo de N24 Austria jusqu'au 11 septembre 2016
Logo de N24 HD de 2006 au 11 septembre 2016
Logo de N24 du 12 septembre 2016 à 2018
Logo de N24 HD du 12 septembre 2016 à 2018
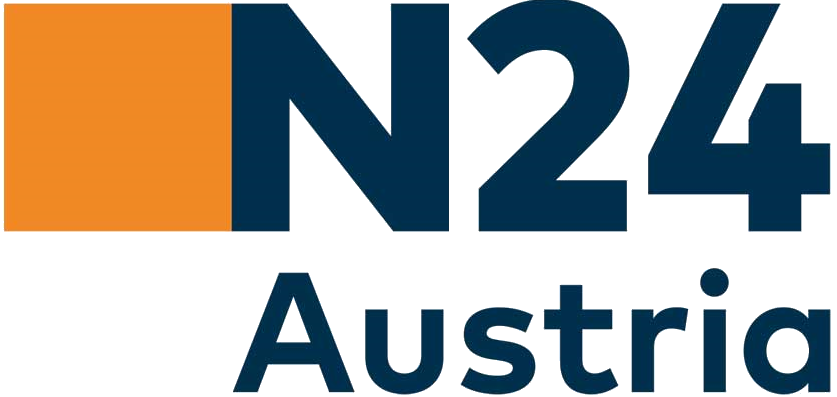
Logo de N24 Austria du 12 septembre 2016 à 2018
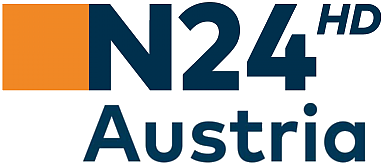
Logo de N24 Austria HD du 12 septembre 2016 à 2018
Logo de Welt depuis 2018[2],[3]

### Sources
- (en) « Wieviel Nachrichten senden n-tv und N24 noch? - DWDL.de », sur DWDL.de (consulté le 13 septembre 2020)